# Poecile palustris
La cincia bigia (Poecile palustris (Linnaeus, 1758)) è un piccolo uccello passeriforme appartenente alla famiglia dei Paridi.

## Descrizione
Il piumaggio è castano sul dorso, sulle ali e la coda, più chiaro sull'addome con un caratteristico cappuccio nero e guance bianche.

## Biologia

### Riproduzione

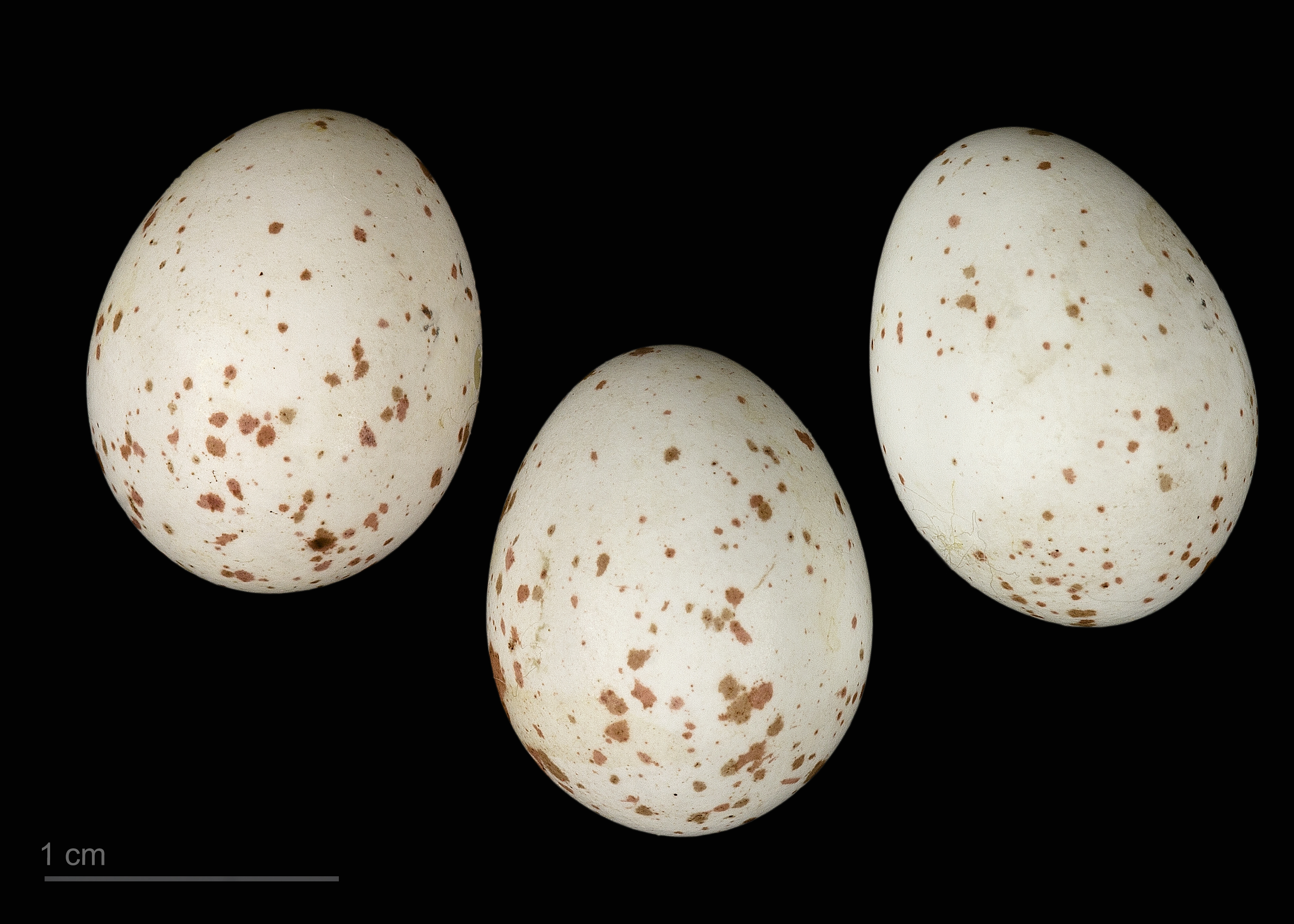
Uovo di Poecile palustris - Museo di Tolosa

Tra aprile e giugno la cincia bigia nidifica soprattutto nelle cavità preesistenti dei tronchi, utilizzando muschio, peli di lepri e di conigli selvatici. Vengono deposte 7-10 uova covate per circa 15 giorni.
I genitori si occupano entrambi dei piccoli fino alla completa autosufficienza.

### Alimentazione
Come tutte le cince anche la cincia bigia è un insettivoro. Integra comunque la dieta con piccoli frutti, semi e miele.

### Canto
La cincia bigia emette un “ptciu” nasale ben squillante, ripetuto più volte.

## Distribuzione e habitat
Diffusa in tutta Europa, vive prevalente nei querceti e nei boschi di caducifoglie in generale. Non è difficile però incontrarla nei parchi e giardini, soprattutto durante la stagione invernale.

## Galleria d'immagini

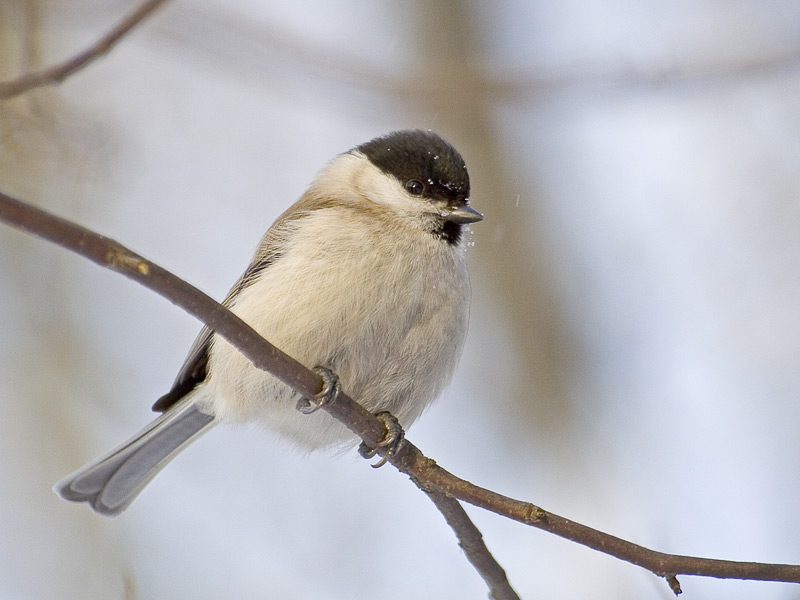
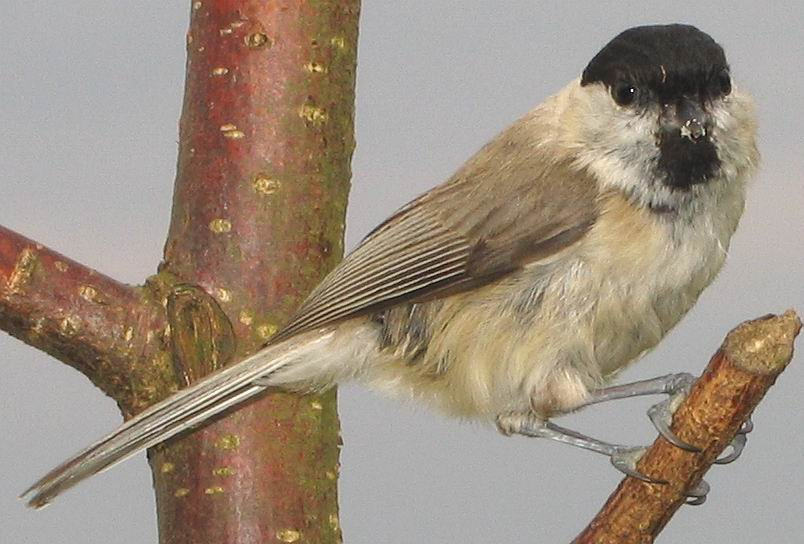
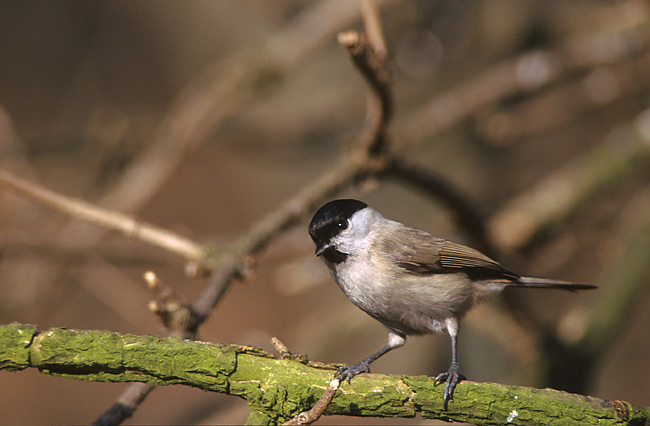